# تفشي التهاب السحايا في غرب أفريقيا 2009-2010
كان تفشي التهاب السحايا في غرب أفريقيا 2009-2010 وباءً لالتهاب السحايا الجرثومي الذي حدث في بوركينا فاسو ومالي والنيجر ونيجيريا منذ يناير 2009، وهو خطر سنوي في حزام التهاب السحايا الأفريقي. أصيب ما مجموعه 13,516 شخصًا بالتهاب السحايا، وتوفي 931 شخصًا منهم. وكانت نيجيريا هي الأكثر تضررًا، حيث حدث أكثر من نصف إجمالي الحالات والوفيات فيها. أفادت منظمة الصحة العالمية في 27 مارس 2009 أن 1100 شخص لقوا حتفهم وأن هناك 25000 حالة مشتبه بها. يعد هذا التفشي أسوأ تفشي في المنطقة منذ عام 1996، وقد استهلك أثناءه ثلث مخزون العالم من لقاحات الطوارئ للشكل البكتيري من المرض. حاول التحالف العالمي للقاحات والتحصين تأمين المزيد من اللقاحات.

## خلفية
تتعرض منطقة غرب أفريقيا بشكل منتظم لوباء التهاب السحايا السنوي، الذي يؤثر عادة على ما يتراوح بين 25000 و200000 نسمة. ومع ذلك، كان هذا الوباء هو الأكثر فتكًا منذ عام 1996. في ذلك العام، أصاب التهاب السحايا أكثر من 100000 شخص وقتل 10000 خلال فترة ثلاثة أشهر.
ووفقًا لمنظمة أطباء بلا حدود، قام ما يصل إلى 400 فريق تطعيم يتألف كل منهم من خمسة أشخاص بتطعيم آلاف الأشخاص يوميًا في المنطقة لبضعة أسابيع. وفي المجمل،طعم 2.8 مليون شخص في مناطق زيندر ومارادي ودوسو في النيجر، و4.5 مليون شخص في ولايات كاتسينا وجيجاوا وباوتشي وكيبي وسوكوتو والنيجر وزامفارا وكادونا وغومبي في نيجيريا. واستمرت حملات التطعيم في بعض المواقع في نيجيريا لمجموع 255000 شخص.

## البلدان المتضررة

### بوركينا فاسو
وقد أثر تفشي المرض على أربع مقاطعات في بوركينا فاسو: مقاطعة باتي، مقاطعة ماني، مقاطعة سولينزو، ومقاطعة توما. وقد توفي حوالي 15% من المصابين بسبب التهاب السحايا. بالإضافة إلى ذلك، حدث تفشي صغير لمرض الحصبة في نفس الوقت الذي حدث فيه وباء التهاب السحايا.

### مالي
وفي مالي، أصيب 54 شخصًا بالتهاب السحايا، توفي ستة منهم. في وقت تفشي المرض، كانت العديد من المنظمات تجري تجارب سريرية للقاح التهاب السحايا.

### النيجر
بدأ تفشي المرض لأول مرة في أواخر يناير مع الإبلاغ عن عدة حالات في منطقة زيندر بجنوب النيجر. بالمقارنة مع وباء التهاب السحايا في عام 2008، أبلغ عن المزيد من الحالات، ولكن مع معدل وفيات أقل. وقد تأثرت خمس مناطق في النيجر بشكل خطير من جراء تفشي المرض، وبقيت ثماني مناطق أخرى في حالة تأهب، وفقًا لمنظمة الصحة العالمية. وصف تقرير صدر في 1 مايو من المدن النائية في شمال النيجر عددًا متزايدًا من الحالات التي يُنسب فيها اللوم إلى العمال المهاجرين من نيجيريا وغانا الذين يسافرون عبر المنطقة على أمل الوصول إلى الجزائر وليبيا، ومن هناك إلى أوروبا. أفاد تقرير مديرية الصحة العامة بمنطقة أغاديز عن 189 حالة مع 16 حالة وفاة في الإقليم، و99 حالة مع 4 وفيات في أغاديز وحدها. وفي المناطق النائية إلى الشرق، أبلغ المسؤولون في بيلما وديركو عن 36 حالة، لكن 10 منها أدت إلى الوفاة.

### نيجيريا
وكانت نيجيريا هي الأكثر تضررًا بشكل خاص، حيث توفي 562 شخصا في 9086 حالة. حدثت 333 حالة وفاة في البلاد خلال فترة ثلاثة أشهر في اثنتين وعشرين ولاية من أصل ست وثلاثين ولاية. كما أبلغت 217 منطقة من مناطق الحكم المحلي عن حالات. وكانت نيجيريا هي الأكثر تضررًا.
شنت عدة ولايات حملات تطعيم وتوعية كبيرة ضد التهاب السحايا بعد تفشي المرض. قال باباتوندي أوسوتيمهين، وزير الصحة النيجيري، إن بلاده مستعدة لمواجهة الوباء المتوقع: في 3 سبتمبر 2008، قمنا بتنبيه جميع الدول الواقعة في حزام التهاب السحايا لتكثيف المراقبة، وحجز الأدوية والمواد المختبرية وتوعية الجمهور بالتدابير الوقائية. في الواقع، منذ أغسطس 2008، قامت الوزارة بتزويد جميع الولايات الواقعة في حزام التهاب السحايا بالكلورامفينيكول الزيتي بالإضافة إلى الكواشف والمواد المخبرية لتأكيد الحالات.